# Ngwathe
Ngwathe es un municipio local sudafricano situado en el distrito de Fezile Dabi, en la provincia de Estado Libre.

## Superficie
Ngwathe tiene una superficie de 7055 km².

## Demografía
En 2022, tenía 134 962 habitantes, una densidad poblacional de 19,13 hab./km², y 36 793 viviendas.